# Cyrtodactylus cracens
Espèce
Synonymes
- Gymnodactylus fraenatus Günther, 1864
- Cyrtodactylus subsolanus Batuwita & Bahir, 2005

Cyrtodactylus cracens est une espèce de geckos de la famille des Gekkonidae.

## Répartition
Cette espèce est endémique du Sri Lanka. Elle se rencontre dans la réserve forestière de Sinharâja vers 450 m d'altitude dans les monts Rakwana.

## Description
C'est un gecko insectivore, nocturne et terrestre.

## Publication originale
- Batuwita & Bahir, 2005 : Description of five new species of Cyrtodactylus (Reptilia: Gekkonidae) from Sri Lanka. The Raffles Bulletin of Zoology, Supplement Series, no 12, p. 351-380 (texte intégral).